# Emory McClintock
Emory McClintock (1840-1916) va ser un matemàtic nord-americà, especialitzat en ciència actuarial.
El pare de McClintock era un pastor metodista, que era professor de matemàtiques, llatí i grec al Dickinson College de Carlisle (Pennsilvània), on ell va fer els primers estudis. El 1857 va ingressar en la Universitat de Colúmbia en la qual es va graduar el 1859. El 1860, en ser nomenat el seu pare pastor de la American Chapel de París, se'n va dels Estats Units a París, on cursa estudis de química a les universitats de París i Göttingen. El 1862, havent esclatat la Guerra Civil americana, torna al seu país amb la intenció d'allistar-se; és nomenat segon tinent del cos d'enginyers topògrafs, però no arribar a exercir perquè pateix una greu insolació de la que trigarà en recuperar-se totalment.
De 1863 a 1866 va ser agent consular dels Estats Units a Anglaterra. El 1867 retorna als Estats Units per convertir-se en actuari de la Asbury Life Insurance Co. de Nova York. El 1871 és nomenat actuari de la Northwestern Life Insurance Co. de Milwaukee i, finalment, el 1889, és nomenat actuari de la Mutual Life Insurance Co. de Nova York (la actual Mutual of New York, MONY), de la que arribarà a ser vicepresident el 1906 fins que es va retirar el 1911, tot i que va continuar com actuari assessor fins a la seva mort.
McClintock va ser l'actuari més respectat d'Amèrica, tot i que no va tenir mai cap lloc acadèmic. Va ser membre de la New York Mathematical Society de la que va ser president entre 1890 i 1894.
McClintock va publicar més d'una vintena d'articles, no solament de ciència actuarial, la seva especialitat i, particularment, el tema de la suavització de les sèries de dades, sinó també d'altres branques de les matemàtiques pures com la resolució de la quíntica, la teoria de nombres i el càlcul diferencial.